# Fâcheuse Méprise
Pour plus de détails, voir Fiche technique et Distribution.
Fâcheuse Méprise est un court métrage muet français réalisé par Albert Capellani, sorti en 1910.

## Fiche technique
- Titre : Fâcheuse Méprise
- Réalisation : Albert Capellani
- Scénario :
- Photographie :
- Montage :
- Producteur :
- Société de production : Société cinématographique des auteurs et gens de lettres (S.C.A.G.L.)
- Société de distribution :  Pathé Frères
- Pays de production :  France
- Langue : film muet avec les intertitres en français
- Format : Noir et blanc — 35 mm — 1,33:1 —  Muet
- Genre : Comédie
- Durée :
- Métrage :
- Date de sortie :
  - France : 1910

## Distribution
- Gaston Prika
- Jean Dax
- Gabrielle Chalon